# Карра, Рафаэлла
Рафаэ́лла Карра́ (итал. Raffaella Carrà, имя при рождении Рафаэ́лла Мари́я Робе́рта Пелло́ни (итал. Raffaella Maria Roberta Pelloni); 18 июня 1943, Болонья, Королевство Италия — 5 июля 2021, Рим, Италия) — итальянская певица, актриса, телеведущая и танцовщица.
Начав карьеру в 1950-х годах как актриса, спустя два десятилетия Карра получила всемирную известность в музыкальной и телевизионной индустрии. За свою выдающуюся почти 70-летнюю карьеру Рафаэлла Карра была признана «королевой итальянского телевидения» и «иконой поп-культуры» у себя на родине и за рубежом, особенно в Испании и Латинской Америке. С 1980-х годов и до конца жизни в основном работала ведущей многих телепередач, имевших высокие рейтинги в Италии и Латинской Америке.
Наибольшую известность певице принёс сингл «A far l’amore comincia tu», вошедший в хит-парады многих стран и проданный более 20 млн копий по всему миру. Другие песни «Tanti auguri», «Rumore», «Pedro», «Fiesta» и «Ballo ballo» также стали хитами, и закрепили за ней статус одной из самых успешных и популярных певиц итальянской эстрады 1970-х годов.
За свою музыкальную карьеру Рафаэлла Карра записала более 70 альбомов и сборников. Её пластинки были выпущены в 37 странах мира общим тиражом более 60 млн экземпляров. Альбомы и песни певицы суммарно 24 раза удостоены золотого и платинового статусов.

## Детство и юность

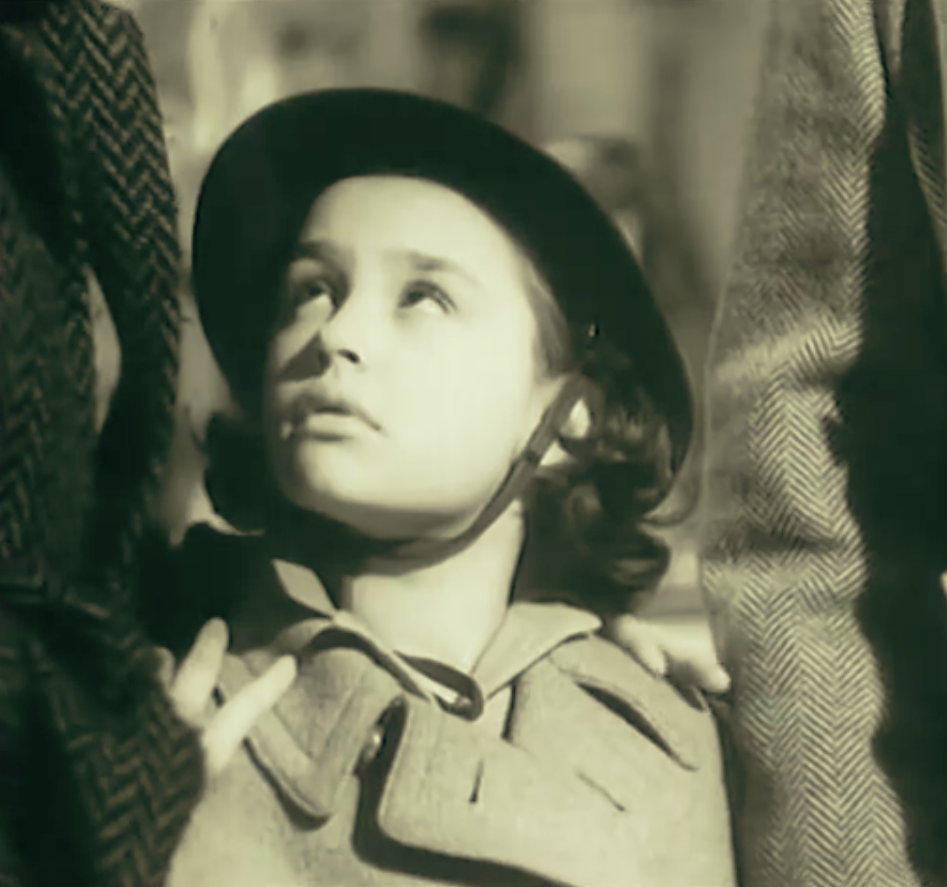
Первая актёрская работа в фильме «Муки прошлого» (1952)

Рафаэлла Пеллони родилась 18 июня 1943 года в Болонье. Отец, Рафаэле Пеллони — владелец фермы родом из Эмилии. Мать, Анджела Айрис Делл’Утри (1923—1987) — романьолка сицилийского происхождения, работала вместе с бабушкой Рафаэллы управляющей баром Caffè Centrale в городе Беллария-Иджеа-Марина. У Рафаэллы также был брат Винченцо (1945—2001). Вскоре после её рождения родители разошлись, и девочка большую часть детства провела между Болоньей, где училась в школе, и Белларией. Во время поездок в Белларию она часто останавливалась неподалёку от места работы матери в местном магазине мороженого и смотрела телепередачу Il Musichiere, заучивая наизусть названия и отрывки песен.
В возрасте восьми лет, по настоянию бабушки, Рафаэлла отправилась в Рим для обучения театральному искусству. Она занималась декламацией и драматическим искусством у актрисы Терезы Франкини, а затем танцами в школе хореографа Я Руской, где в последней отучилась до 14 лет. В 1952 году Рафаэлла поступила в Экспериментальный центр кинематографии в Риме, окончив его спустя восемь лет.

## Карьера

### 1950—1960-е годы

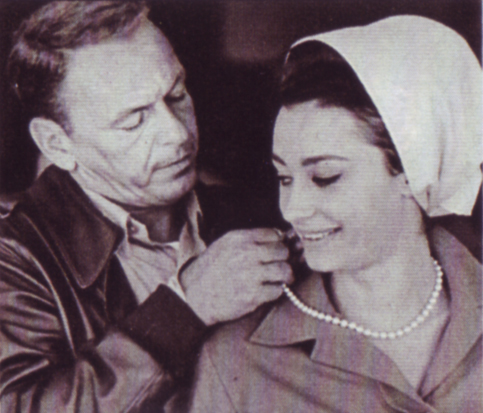
С Фрэнком Синатрой на съёмках фильма «Поезд фон Райена» (1965)

Свою первую небольшую кинороль Рафаэлла сыграла в 8-летнем возрасте в фильме Марио Боннара «Муки прошлого». После окончания учёбы она снялась в фильмах «Долгая ночь сорок третьего года», «Товарищи» с Марчелло Мастроянни, «Селестина» и некоторых других. В начале 1960-х годов появилась в проектах «Автор слов: неизвестен», «Скарамуш» и «Великие хамелеоны». Также участвовала в мюзикле «Чао, Руди», где вновь сотрудничала с Мастроянни.
В этот же период она взяла себе псевдоним Рафаэлла Карра по рекомендации её знакомого режиссёра Данте Гвардаманьи, увлекавшегося рисованием; он соединил её имя, которое напомнило ему о художнике Рафаэле Санти, с фамилией живописца Карло Карра.
В 1965 году Карра переехала в Голливуд, подписав контракт с 20th Century Fox. В этом же году она появилась в фильме «Поезд фон Райена» в дуэте с Фрэнком Синатрой. В 1966 году исполнила главную роль в эпизоде телесериала «Я — шпион» вместе с Робертом Калпом и Биллом Косби. Тем не менее, после этого Рафаэлла вернулась в Италию из-за тоски по родине и нежелания работать в США. По возвращении она появилась в ряде местных фильмов и театральных постановок, затем к концу 1960-х годов решила отказаться от актёрской карьеры в пользу музыкальной и телевизионной.

### 1970-е годы
В 1970 году певица достигла первой известности на телевидении после выхода программы Io, Agata e tu, в которой она продемонстрировала танцевальные способности. Осенью этого же года Карра выступила в музыкальной передаче «Канцониссима» с композицией «Ma che musica maestro», где на ней был надет откровенный по тем временам костюм с оголённым животом, что стало впервые в истории итальянского телевидения. Несмотря на разразившиеся споры и скандал вокруг её номера, передача имела неожиданно высокие рейтинги, а песня стала известной и попала на первые строчки хит-парадов.

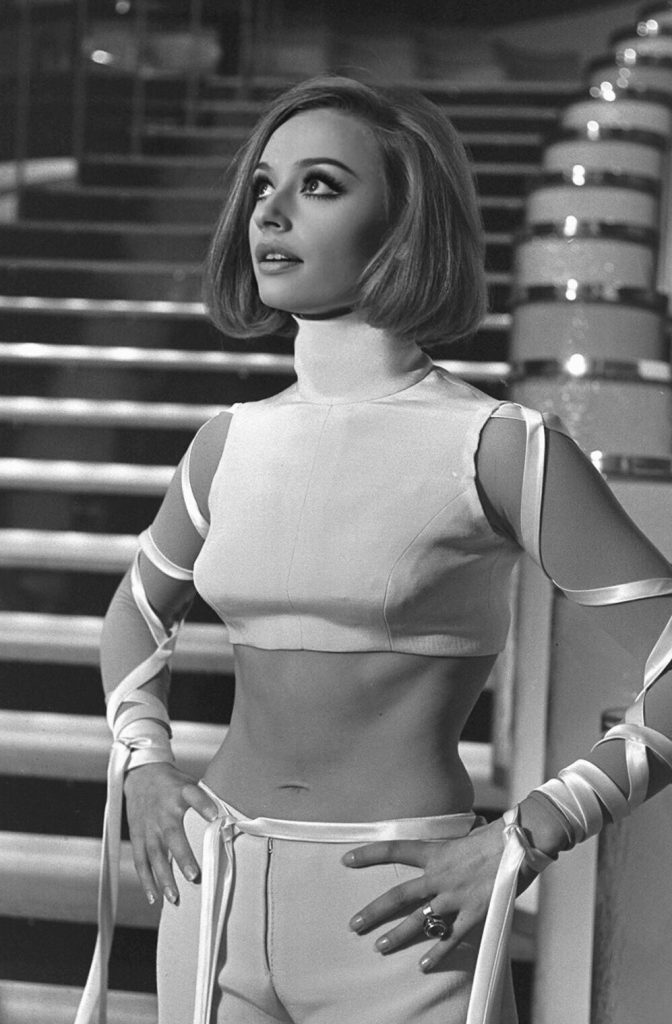
На телепередаче «Канцониссима-70»

В начале 1971 года вышел её дебютный альбом Raffaella. В этом же году она вернулась в программу «Канцониссима», выступив с песнями «Maga Maghella» и «Tuca tuca». Эпизод с последней песней вновь вызвал нарекания консерваторов из-за «грубой» и «крайне сексуальной» хореографии певицы, хотя в танце Карра ограничилась лишь невинными прикосновениями к партнёру. Программа также вызвала острое недовольство со стороны Ватикана, назвавшего её образ «слишком провокационным», вследствие чего в газете L’Osservatore Romano музыкальный хит-парад был опубликован без «Tuca tuca» и других песен певицы. Как писала газета El País, повторный показ её танца совместно с актёром Альберто Сорди «стал знаменательным событием для итальянского телевидения и сразу же положил конец спорам». Вышедший в конце 1971 года её следующий альбом Raffaella Carrà был успешным, а песня с пластинки «Borriquito» стала популярной на латиноамериканском рынке.
Весной 1974 года Карра вместе с певицей Миной приняла участие в программе Milleluci, имевшей большой успех у итальянской аудитории. На волне признания шоу всего лишь спустя месяц вышел её одноимённый альбом, в который вошли в основном каверы других песен. В этом же году Рафаэлла Карра вновь снялась в передаче «Канцониссима», где исполнила песни «Rumore» и «Felicità tà tà». Оба сингла были включены в альбом Felicità tà tà, получивший статус «платинового» в Италии, а также имевший хорошие продажи на зарубежных рынках.

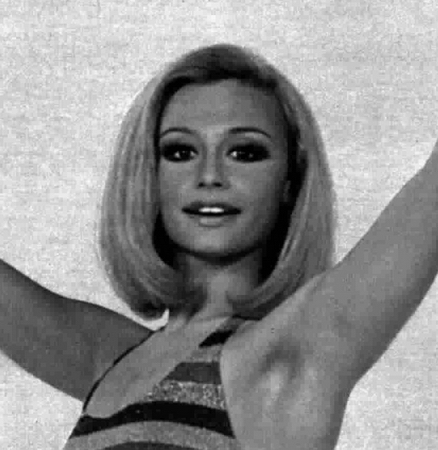
Кадр из выступления (1974)

В 1975 году певица дебютировала на испанском телевидении, появившись в эпизоде шоу ¡Señoras y señores! на телеканале TVE; впоследствии она выпустила испаноязычный сборник со своими песнями. Год спустя Карра вновь была приглашена в Испанию на съёмки выпусков передачи La hora de…, выходившей на TVE.
Вскоре к Рафаэлле пришла известность и за рубежом: она с успехом гастролировала во Франции, Канаде, Греции, Аргентине, СССР, Великобритании, США и других странах. Вышедшая в 1976 году песня «A far l’amore comincia tu» принесла ей большую популярность и  попадание в хит-парады многих стран. Эту песню Карра исполняла на нескольких языках — французском («Parce que tu l’aimes dis-le lui»), немецком («Liebelei»), испанском («En el amor todo es empezar») и английском («Do It, Do It Again»). Не меньшим успехом пользовался и шлягер «Tanti auguri», испаноязычный вариант которого («Hay que venir al sur»), наряду с песней «Fiesta», принёс певице славу в Испании и Латинской Америке. Росту её известности в этих странах также способствовало то, что Карра свободно владела испанским языком.
В 1978 году Карра выступила в концертной телепередаче Ma che sera, права на трансляцию которой Rai позже продала 36 вещательным компаниям по всему миру.
1 января 1979 года Рафаэлла Карра впервые появилась на телевидении СССР в новогоднем выпуске программы «Мелодии и ритмы зарубежной эстрады». Фрагмент передачи с её участием имел такой большой успех, что Центральному телевидению пришло множество писем от телезрителей с просьбами повторить его показ. По многочисленным заявкам её выступления вышли в этой же программе летом 1979 года, в 1981 и 1983 годах, а затем в новогодних концертах 1985 и 1986 годов. Песни певицы также звучали в «Утренней почте».

### 1980-е годы
В 1980 году певица выпустила альбом Mi spendo tutto с вошедшими в него песнями «Pedro», также ставшей широко известной, и «Ratatataplan», название которой было вдохновлено одноимённым фильмом Маурицио Никетти. В этом же году она вернулась в кино, исполнив главную роль в аргентинском музыкальном фильме «Барбара».
В этот период Рафаэлла Карра наравне с певческой карьерой стала работать телеведущей музыкальных шоу для итальяно- и испаноязычной аудитории. В 1981 году на телеканале Rai 2 выходили пять передач из цикла Millemilioni с её участием. Передачи записывались в Италии, СССР, Великобритании, Мексике и Аргентине. Певица приехала в СССР во время Дней итальянского телевидения. В рамках проекта режиссёр Евгений Гинзбург снял телефильм «Рафаэлла Карра в Москве». В фильме она танцевала на фоне достопримечательностей Москвы, а также пела вместе с пионерами детскую песню «Антошка». Как отмечал «Коммерсантъ», «никто из западных эстрадных артистов до неё так глубоко в русскую культурную среду не погружался».
В 1982 году она появилась в программе Fantastico 3, где представила песню «Ballo ballo». Песня вызвала споры из-за использования фрагментов из композиции «Eleanor Rigby» группы The Beatles, что, однако, не помешало ей также стать одним из крупных хитов певицы. Сингл вошёл в её следующий студийный альбом Raffaella Carrà 82. В этом же году Рафаэлла Карра была почётным гостем на музыкальном фестивале Винья-дель-Мар в Чили.
С 1983 по 1985 год Карра была ведущей дневной телепередачи Pronto, Raffaella?. Программа имела высокие рейтинги, а эпизод с беседой певицы и матери Терезы стал одним из самых просматриваемых в истории шоу, собрав аудиторию более 14 млн зрителей. Для телепередачи Карра также исполнила песню «Fatalità», позже вошедшую в её одноимённый альбом. В 1984 году за шоу она получила титул «Телеведущая европейского уровня», присуждённый Европейской ассоциацией тележурналов.
В телесезоне 1986—1987 годов Карра вела программу «В воскресенье», в которой спела песни для вступительной и финальной заставок. В ноябре 1986 года певица оказалась в центре скандала из-за вышедшей в журнале Novella 2000 статьи, обвинившей её в равнодушии к тяжелобольной матери. В одном из последующих выпусков передачи «В воскресенье» Карра отреагировала на публикацию, пригрозив журналу судебным иском. Мать певицы умерла в феврале 1987 года. В другом эпизоде шоу Рафаэлла отдала дань уважения матери, посвятив ей свою песню «I Thank You Life».

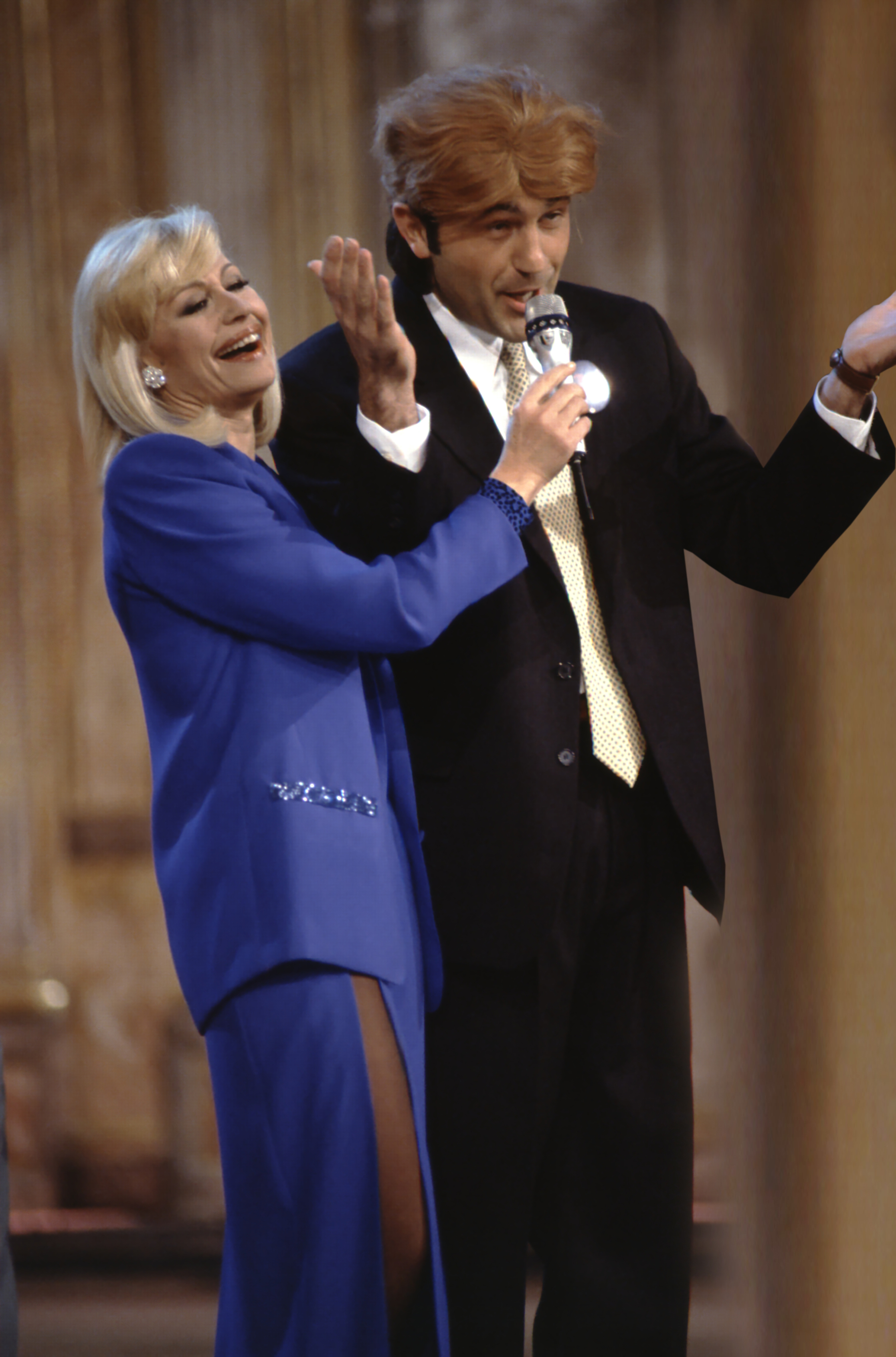
На телепередаче Fantastico (1991)

В 1987 году Рафаэлла Карра заключила двухлетний многомиллионный контракт с вещательной сетью Fininvest, владеющей телеканалом Canale 5. В конце декабря 1987 года на Canale 5 был показан пилотный выпуск Benvenuta Raffaella, для которого Карра и её партнёр Серджо Япино дали интервью и продемонстрировали закулисные кадры репетиций будущего шоу певицы. Спустя две недели на телеканале вышла уже полноценная вечерняя передача «Шоу Рафаэллы Карра», в которой принимали участие мировые знаменитости. Особенностью программы являлось то, что Карра беседовала с артистами в домашних условиях. В шоу также были песни и танцы певицы. Весной 1989 года последовала Il principe azzurro, ставшая финальной, которую Карра вела для Canale 5. В отличие от предыдущих передач, эти не снискали особого успеха среди зрителей.

### 1990-е годы
В 1990-х годах Рафаэлла Карра была ведущей таких программ, как Weekend con Raffaella и Fantastico-91. На протяжении последующих лет ей удавалось постоянно поддерживать популярность своих шоу: например, выходившая в 1990—1991 годах передача Ricomincio da due достигла колоссального успеха с аудиторией около 6 миллионов человек, и впервые в истории итальянского телевидения по просмотрам превзошла программу «В воскресенье». Песня «Bailando soca dance», звучавшая в передаче, стала известной и вошла в альбом певицы Inviato speciale.
В 1991—1995 годах Карра вела передачи для испанского телевидения A las 8 con Raffaella, En casa con Raffaella и Hola Raffaella!. За последнюю певица трижды была удостоена престижной телепремии Испании TP de Oro. Песни, прозвучавшие в Hola Raffaella!, были позднее выпущены в альбоме певицы с тем же названием.
В 1995 году Рафаэлла Карра запустила одну из своих самых известных передач — музыкальное телешоу «Чёрт возьми, какой сюрприз!». Программа пользовалась крайне высокой популярностью с аудиторией около 10 миллионов зрителей, а после смены названия в 1998 году на «Чёрт возьми, какая удача!» её просмотры возросли до рекордных 14 миллионов. Формат шоу копировали многие телеканалы, а слово «carràmbata» (то есть неожиданная встреча на передаче) стало нарицательным и попало в толковые словари. Первая версия программы просуществовала до 2002 года.
В 1997 году Карра впервые за долгое время вернулась к актёрской карьере, снявшись в мини-сериале «Случайная мама» в роли одинокой журналистки. Далее она продолжила работу телеведущей, участвовав в программах Furore (1997), Segreti e… Bugie (1999) и Navigator — Alla ricerca di Ulisse (1999), последняя из которых получила в Каннах премию Международной европейской критики в категории «Самая инновационная передача 1999 года».

### 2000—2020-е годы

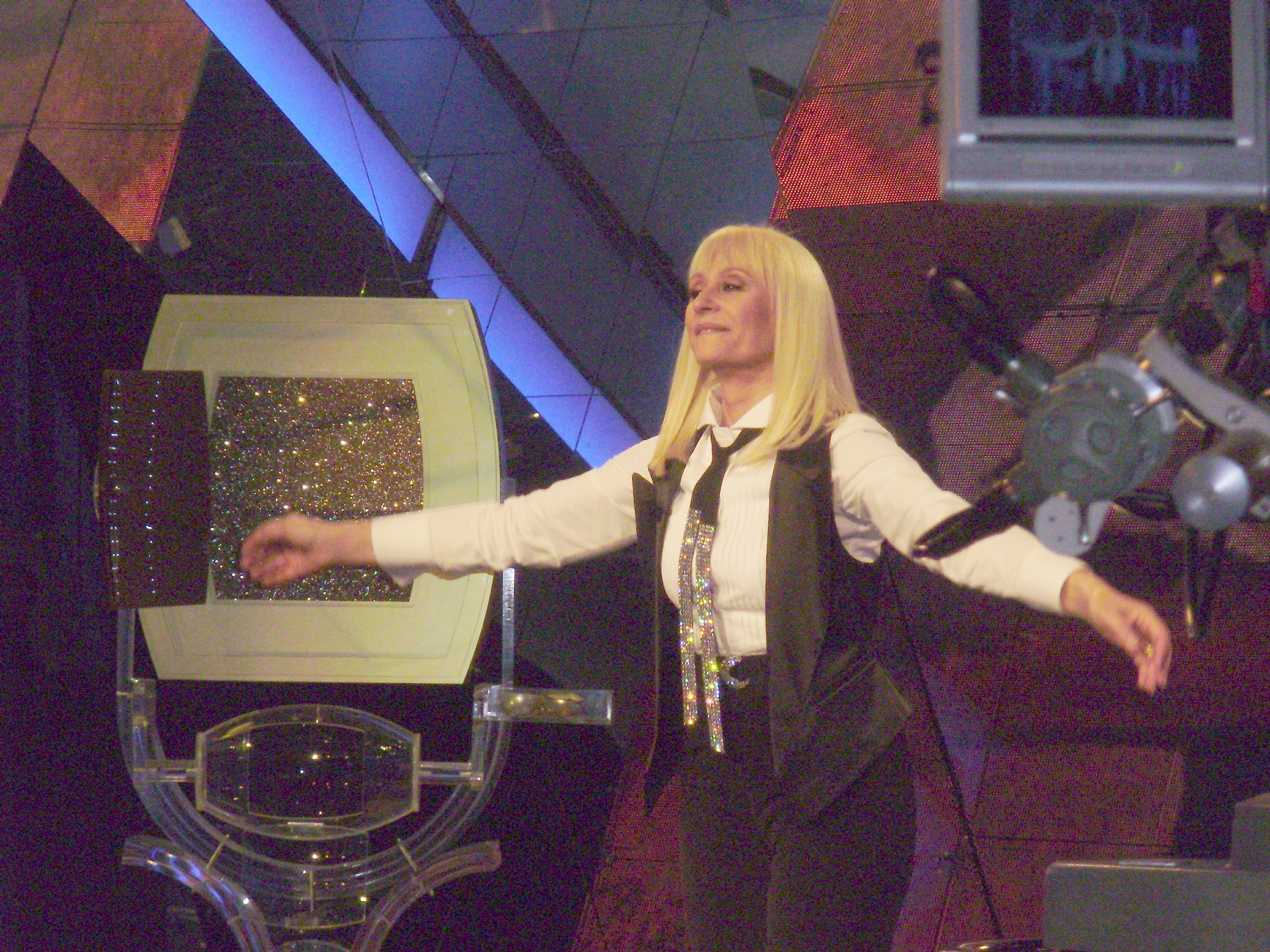
На телепередаче Carràmba! che fortuna (2008)

В 2001 году Карра была ведущей фестиваля в Сан-Ремо с соответствующей послеконкурсной программой Dopo il festival tutti da me. Однако рейтинг фестиваля не был высоким у зрителей из-за музыкального формата, а не телевизионного, что впоследствии признавала сама певица.
В начале 2004 года Рафаэлла Карра вела своё собственное телешоу Sogni, где исполнялись желания итальянцев. В декабре этого же года она проводила девятичасовой марафон проекта Contigo на телеканале TVE. В 2005 году Карра посещала Аргентину для участия в шоу La Noche 10 в Бродвейском театре Буэнос-Айреса. В 2006 году певица запустила программу Amore, итальянский аналог Contigo, посвящённую усыновлению детей на расстоянии. В декабре этого же года она присутствовала на гала-концерте в честь 50-летия телеканала TVE.
Осенью 2008 года, после шестилетнего перерыва, Карра возобновила программу «Чёрт возьми, какая удача!», рейтинги которой также были успешными с аудиторией около 6 миллионов зрителей. До этого весной она вела трансляцию Евровидения-2008 на испанском телевидении, а через три года оглашала итоги вернувшейся на конкурс Италии.
Летом 2013 года певица записала танцевальный сингл «Replay». Песня вошла в одноимённый альбом, выпуск которого состоялся в ноябре 2013 года, через семнадцать лет после предыдущего релиза.

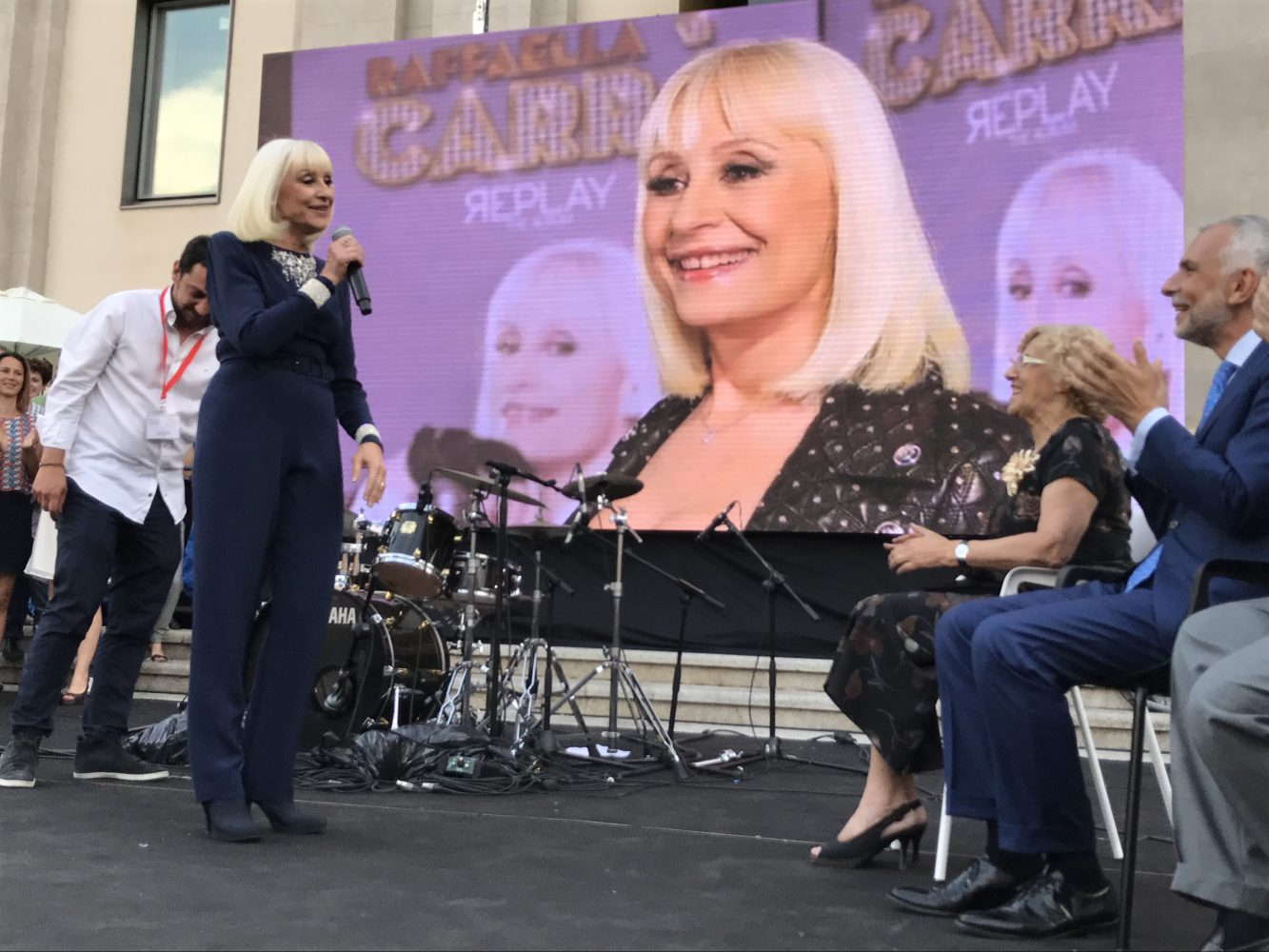
В Мадриде (2017)

В 2013—2016 годах Карра участвовала в музыкальном шоу The Voice of Italy (итальянский аналог шоу «Голос») в качестве наставника. В 2015 году она работала ведущей шоу талантов Forte forte forte, а в 2019 году с успехом вела телепередачу A raccontare comincia tu с участием известных деятелей культуры и спорта.
Финальный альбом певицы Ogni volta che è Natale вышел в ноябре 2018 года. Последний раз на телевидении Рафаэлла Карра появилась 17 ноября 2019 года.
В 2020 году вышел испанский музыкальный фильм «Моё сердце разрывается», основанный на песнях Рафаэллы. Сама она приняла участие в эпизодической роли (камео).
В начале апреля 2024 года песня «Pedro», заремиксованная музыкантами Jaxomy и Агатино Ромеро, стала вирусной в русскоязычном сегменте Интернета благодаря видео с танцующим енотом.

## Личная жизнь
Рафаэлла Карра была в отношениях с некоторыми известными персонами Италии. Её партнёрами являлись футболист клуба «Ювентус» (болельщицей которого была Карра) Джино Стаккини и певец Литтл Тони. Также за певицей ухаживал Фрэнк Синатра, с которым она снималась в фильме «Поезд фон Райена».
В 1969—1980 годах Карра встречалась с режиссёром и композитором Джанни Бонкомпаньи. В этот период он написал для певицы множество песен, впоследствии ставших хитами. Они оставались друзьями и сотрудничали друг с другом вплоть до смерти Бонкомпаньи в 2017 году.
В 1980—1990-х годах Карра на протяжении десяти лет сожительствовала с хореографом и режиссёром Серджо Япино, который был на 9 лет моложе её. После расставания оба продолжали поддерживать рабочие и дружеские отношения. Япино режиссировал множество передач певицы и вместе с ней вёл итальянскую трансляцию Евровидения-2011.
Певица официально никогда не была замужем; по её словам, она «не верила в брак». Карра также не могла иметь детей. Несмотря на это, она участвовала в удалённом усыновлении и оказывала поддержку детям из стран третьего мира.
Рафаэлла Карра продолжительное время жила в Риме. Также излюбленным местом её проживания был городок Кала-Пиккола в коммуне Монте-Арджентарио области Тоскана. Вилла певицы являлась источником вдохновения для многих её телепередач.
Карра была сторонницей коммунистической партии Италии. В интервью 1977 года она утверждала: «Я всегда голосую за коммунистов. В борьбе между рабочими и бизнесменами я всегда буду на стороне рабочих».

## Смерть

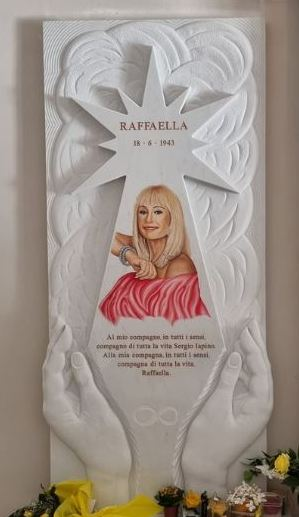
Мемориальная доска певицы в церкви муниципального кладбища Порто-Санто-Стефано

Рафаэлла Карра скончалась 5 июля 2021 года на 79-м году жизни в одной из больниц Рима после продолжительной борьбы с раком лёгких, при этом саму болезнь она скрывала от широкой публики. О смерти певицы официально сообщил её бывший партнёр Серджо Япино. 
6 июля, через день после смерти теледивы, на стадионе «Уэмбли» во время полуфинала 16-го чемпионата Европы по футболу между сборными Италии и Испании был включён шлягер «A far l’amore comincia tu» в честь её памяти. 
7 июля состоялась похоронная процессия от дома певицы до самых значимых мест, где развивалась её карьера. Похороны проходили 9 июля и транслировались в прямом эфире на телеканале Rai 1. Панихида проводилась в римской базилике Санта-Мария-ин-Арачели. Тело певицы было кремировано, её прах хранится в церкви муниципального кладбища Порто-Санто-Стефано.

## Признание и культурное влияние
Рафаэлла Карра вошла в историю искусства как одна из самых известных и успешных личностей Италии, Испании и других стран. На протяжении всей своей карьеры Карра оказала колоссальное влияние на поп-культуру и индустрию развлечений, за что певицу сравнивали с Донной Саммер, Барбарой Уолтерс и Энн-Маргрет. Её песни и выступления стали символами феминизма, эмансипации женщин и их сексуальной свободы. На испанском телевидении Рафаэлла Карра считается одним из пионеров свободы выражения мнений, когда она появилась в телевизионных программах в 1976 году после смерти Франсиско Франко и окончания его диктатуры. Vogue España признавал певицу «феноменом поколений, имеющем социальное и культурное значение, которое суждено помнить всегда», а The Guardian — «поп-звездой, научившей Европу радости секса» в условиях католического фанатизма. Rockol описывал её как «фигуру, постепенно превратившуюся в языческий идол, скандальную и желанную, способную посылать зашифрованные сообщения квир-людям в Италии, в то же время утешая и составляя компанию готовящим обед домохозяйкам».
Карра получила широкое признание либеральных критиков в 1970-х и 1980-х годах за созданный стиль и сценическое амплуа, впоследствии сделавшие её иконой моды. Отличительной чертой певицы, ставшей её «визитной карточкой» и принёсшей культовый статус, была платиновая стрижка боб, сопоставимая с образом Мэрилин Монро. Vogue España определял её наряды как «провидческие» и «контролируемую трансгрессию» в те времена, когда «новые формы самовыражения, которые открыто противоречили устоявшимся канонам патриархального доминирования, предстали в немыслимом на сегодняшний день виде расширения прав и возможностей». Grazia подчёркивал «уникальность» певицы, «сделавшей моду более свободной». Harper’s Bazaar считал её образ «поразительным и современным», который «способен вызывать удивление и любопытство».
Рафаэлла Карра также являлась активной сторонницей ЛГБТ, поддерживая их права и продвигая имидж через телевидение. В Испании она была признана «мировой гей-иконой» и «послом любви» сообщества.

## Награды
- Телевизионная премия Италии Telegatto (1985, 1987, 1991, 1996, 1998, 1999)
- Телевизионная премия Испании TP de Oro (1993, 1994 — дважды) — за телепередачу Hola, Raffaella!
- Орден Гражданских заслуг (Испания)[116]: 1985, 2018

Именем Рафаэллы Карра названа одна из площадей Мадрида.

## Дискография

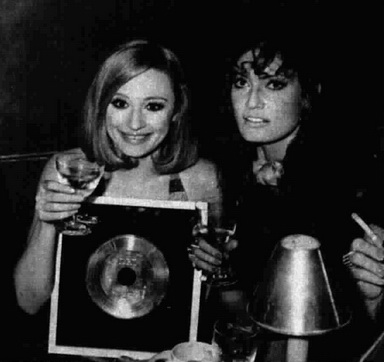
С Маризой Мелл на вручении «Золотого диска» (1972)

В 1971 году состоялся релиз дебютного альбома певицы Raffaella. Всего Рафаэлла Карра выпустила более 70 музыкальных альбомов и сборников в 37 странах, общий тираж которых превысил 60 миллионов. Последний альбом Ogni volta che è Natale вышел в 2018 году.
- Raffaella (1971)
- Raffaella Carrà (1971)
- Raffaella Senzarespiro (1972)
- Scatola a sorpresa (1973)
- Felicità tà tà (1974)
- Milleluci (1974)
- Forte forte forte (1976)
- Fiesta (1977)
- Raffaella (1978)
- Applauso (1979)
- Mi spendo tutto (1980)
- Raffaella Carrà (1981)
- Raffaella Carrà ’82 (1982)
- Fatalità (1983)
- Bolero (1984)
- Fidati (1985)
- Raffaella (1988)
- Inviato speciale (1990)
- Raffaella Carrà (1991)
- Hola Raffaella (1993)
- Carràmba che rumba! (1996)
- Replay — The Album (2013)
- Ogni volta che è Natale (2018)

## Фильмография
| Год  |   | Русское название                                                                      | Оригинальное название                                                                      | Роль               |
| ---- | - | ------------------------------------------------------------------------------------- | ------------------------------------------------------------------------------------------ | ------------------ |
| 1952 | ф | Муки прошлого                                                                         | Tormento del passato                                                                       | Грациелла          |
| 1958 | ф |                                                                                       | Valeria ragazza poco seria                                                                 | сестра Валерии     |
| 1959 | ф | Ночь над Европой                                                                      | Europa di notte                                                                            | камео              |
| 1959 | ф | Катерина Сфорца, римская львица                                                       | Caterina Sforza, la leonessa di Romagna                                                    | девушка            |
| 1960 | ф | Долгая ночь сорок третьего года                                                       | La lunga notte del '43                                                                     | Инес Виллани       |
| 1960 | ф | Ярость варваров                                                                       | La furia dei barbari                                                                       | Марица             |
| 1960 | ф | Грех юности                                                                           | Il peccato degli anni verdi                                                                | подруга Дианы      |
| 1961 | ф | Мацист на земле циклопов                                                              | Maciste nella terra dei ciclopi                                                            | Эбер               |
| 1961 | ф | Пять моряков для ста девушек                                                          | 5 marines per 100 ragazze                                                                  | Мирелла            |
| 1961 | ф | Мацист, самый сильный человек в мире                                                  | Maciste, l'uomo più forte del mondo                                                        | принцесса Салиура  |
| 1962 | ф | Улисс против Геркулеса                                                                | Ulisse contro Ercole                                                                       | Адрастея           |
| 1962 | ф | Понтий Пилат                                                                          | Ponzio Pilato                                                                              | Джессика           |
| 1962 | ф | Юлий Цезарь, завоеватель Галлии                                                       | Giulio Cesare, il conquistatore delle Gallie                                               | Поплия             |
| 1962 | ф | Дон Джованни с Лазурного берега                                                       | I Don Giovanni della Costa Azzurra                                                         | официантка         |
| 1962 | ф | Тень Зорро                                                                            | L'ombra di Zorro                                                                           | Кармела            |
| 1963 | ф | Террорист                                                                             | Il terrorista                                                                              | Джулиана           |
| 1963 | ф | Товарищи                                                                              | I compagni                                                                                 | Бьянка             |
| 1964 | ф | Удача и любовь                                                                        | L'amore e la chance                                                                        | Лиза               |
| 1965 | ф | Селестина                                                                             | La Celestina P… R…                                                                         | Бруна              |
| 1965 | ф | Поезд фон Райена                                                                      | Von Ryan's Express                                                                         | Габриэлла          |
| 1966 | ф | Красные розы для Анжелики                                                             | Rose rosse per Angelica                                                                    | Анжелика           |
| 1966 | ф | Ваш суперагент Флит                                                                   | Il vostro superagente Flit                                                                 | Аура               |
| 1966 | ф | Святой выходит на след                                                                | Le Saint prend l'affût                                                                     | Анита Павоне       |
| 1969 | ф | Десантники в аду                                                                      | 7 eroiche carogne                                                                          | Сара ван Кольстром |
| 1969 | ф | Зачем я дважды сказал «Да»?                                                           | Warum hab ich bloß 2 x ja gesagt?                                                          | Тереза Коппа       |
| 1970 | ф | Остановись в падении                                                                  | Cran d'arrêt                                                                               | Альберта Раделли   |
| 1980 | ф | Барбара                                                                               | Bárbara                                                                                    | Барбара            |
| 1983 | ф | Ф. Ф. С. С., или же: «Зачем ты привез меня на Позиллипо, если меня больше не любишь?» | "FF.SS." – Cioè: "...che mi hai portato a fare sopra a Posillipo se non mi vuoi più bene?" | камео              |
| 2013 | ф | Удача                                                                                 | Colpi di fortuna                                                                           | камео              |
| 2020 | ф | Моё сердце разрывается                                                                | Explota, explota                                                                           | камео              |